# Ґебус-Баранецька Стефанія Мефодіївна

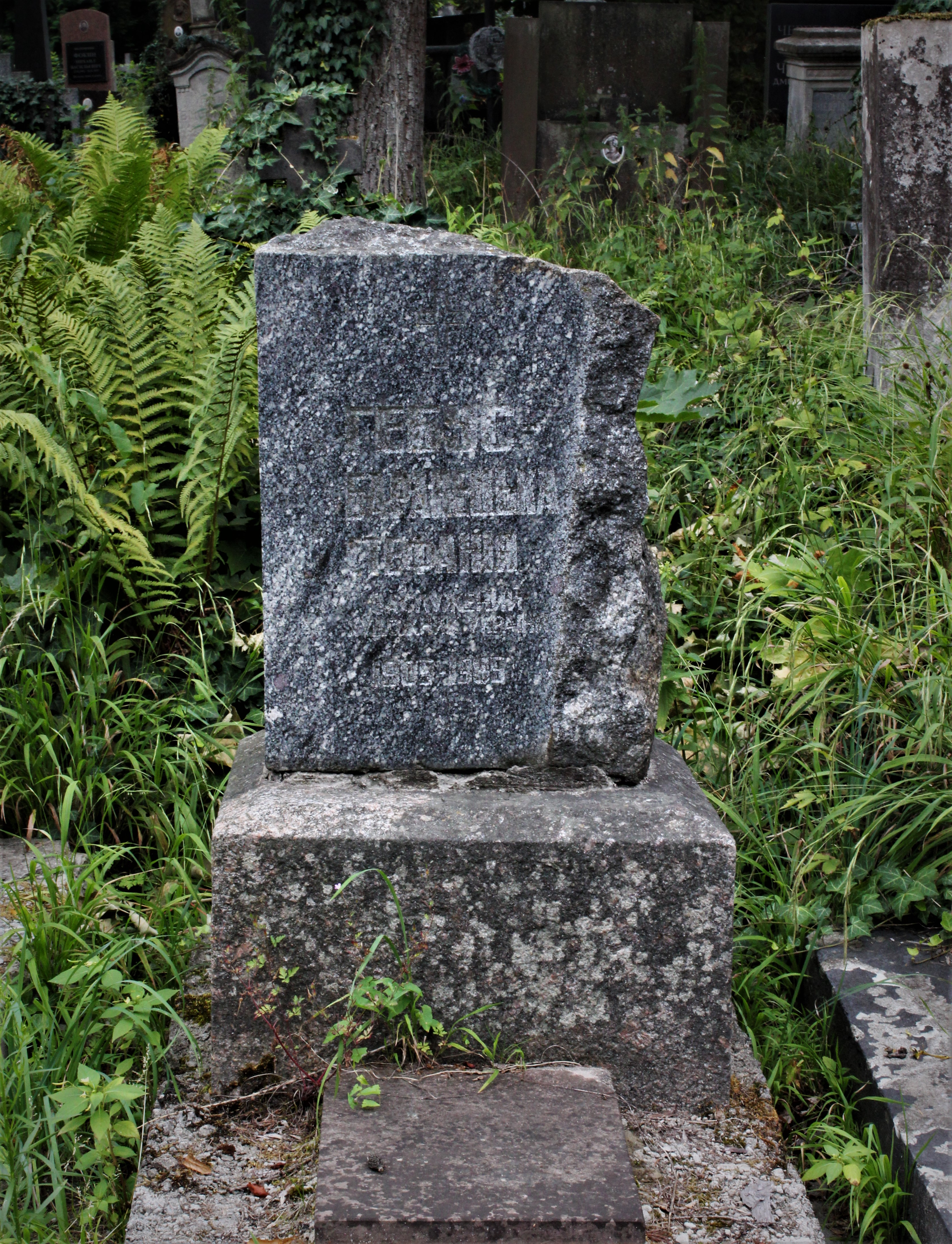
Нагробок на могилі художниці С.Гебус-Баранецької.

Стефа́нія Мефо́діївна Ґе́бус-Баране́цька (6 (19) грудня 1905, Перемишль — 22 січня 1985, Львів) — українська та радянська художниця-графік, член Спілки художників України (з 1940), заслужена художниця УРСР (з 1972), працювала в царині станкової графіки та ксилографії.

## Біографія
1926—1929 — навчалася в Художній школі О. Новаківського у Львові.
1933 — закінчила Львівську політехніку (художнє відділення); вчителями були Осип Курилас, Ян Розен, Людвік Тирович, Я. К. Ольпинський.
1933—1950 — викладала у Львівському художньо-промисловому училищі графіку та шрифти.
1947—1949 — викладала у Львівському інституті прикладного та декоративного мистецтва.
1954—1960 — в середній школі.
З 1937 року її роботи виставлялися за межами Речі Посполитої. З 1946 року брала участь в республіканських виставках, з 1960 — у всесоюзних.
В своїх дереворитах поетично зображала образи українського селянства, мальовничість української природи, архітектурні пам'ятки. За СРСР зображала життя трудящих людей західних областей УРСР. Є авторкою багатьох екслібрисів.
У 1957, 1958, 1962 та 1966 роках у Львові відбулися її персональні виставки, 1967 — у Києві.
Мешкала у Львові на вул. Мурарській, пізніше — вул. Карла Маркса (нині — вул. Єфремова), 31.
Померла 22 січня 1985 у Львові. Похована на Личаківському цвинтарі, поле № 61.

## Творчість
Серед її гравюр та серій гравюр:
- 1935 — «Вівчар»;
- 1935 — «Праля»;
- 1937 — «Народні танці»;
- 1940 — «Бандурист»;
- 1947 — «Колгоспне життя»;
- 1956 — «Косівські гончарі»;
- 1961 — «Пам'ятник Т. Г. Шевченку в Києві»;
- 1964 — «Кобзар»;
- 1964 — «Мені тринадцятий минало …»;
- 1964 — «Катерина»;
- 1969 — «Ленінськими шляхами»;
- 1969—1975 — «Господарі Карпат»;
- 1968—1977 — «Жінка-трудівниця».

Її роботи зберігаються у Львівському національному музеї, Національному художньому музеї в Києві, Курській картинній галереї, Бердянському та Маріупольському художніх музеях.